# فرقة فافن غرينادير الخامسة عشر التابعة لقوات الأمن الخاصة (اللاتفية الأولى)
فرقة فافن غرينادير الخامسة عشر التابعة لقوات الأمن الخاصة (اللاتفية الأولى) ( (بالألمانية: 15. Waffen-Grenadier-Division der SS (lettische Nr. 1)))‏ Waffen-Grenadier-Division der SS (lettische Nr. 1)) ،  (باللاتفية: 15. ieroču SS grenadieru divīzija (latviešu Nr. 1))‏ ) فرقة مشاة تابعة لفافن إس إس خلال الحرب العالمية الثانية. تم تشكيلها في فبراير 1943 بالتعاون مع وحدتها الشقيقة، فرقة فافن غرينادير التاسعة عشر التابعة لقوات الأمن الخاصة (اللاتفية الثانية) بتشكيل الفيلق اللاتفي.

## الحرب العالمية الثانية
بعد تشكيل كتائب الشرطة اللاتفية في Reichskommissariat Ostland، شكل هاينريش هيملر فيلق لاتفيا (Lettische SS-فريويليجن-الفيلق) في يناير 1943. في فبراير 1943 تم تشكيل Lettische SS-Freiwilligen-Division والتي حصلت لاحقًا على التصنيف العددي 15. تمت إعادة تسمية الفيلق باسم Lettische SS-Freiwilligen-Brigade، مع إضافة التسمية العددية بعد فترة وجيزة.
استند التجنيد غير القانوني للاتفيين للخدمة العسكرية من قبل الألمان، على مرسوم ألفريد روزنبرغ للعمل الإلزامي الصادر في 19 ديسمبر 1941. تم تنفيذها من قبل وزارة العمل في الإدارة الذاتية لللاتفيا، والتي بدأت في أوائل عام 1943 بالتجنيد الإلزامي للمواطنين اللاتفيين المولودين بين عامي 1919 و1924.  ال 15 Waffen SS ، جنبا إلى جنب فرقة فافن غرينادير التاسعة عشر التابعة لقوات الأمن الخاصة (اللاتفية الثانية) شكلت الفيلق اللاتفي.